# Танасије Узуновић
Танасије Узуновић (Ниш, 25. септембар 1942 — Београд, 10. март 2023) био је српски глумац.

## Биографија
Његов деда је био брат политичара Николе Узуновића.
Позоришну академију је завршио у класи професорке Љиљане Крстић. Осим у позоришту, играо је у преко 50 филмова и ТВ драма. Најпознатији је по улози Рајка Малешевића из телевизијске серије Мој рођак са села (2008—2011). Добитник је Стеријине награде и Октобарске награде града Београда.
Женио се три пута и има ћерку Софију.
Преминуо је 10. марта 2023. године у Београду. Сахрањен је 18. марта у Алеји заслужних грађана на Новом гробљу у Београду. Истог дана одржана је комеморација у Народном позоришту у Београду.

## Улоге
| Год.       | Назив                                       | Улога                            |
| ---------- | ------------------------------------------- | -------------------------------- |
| 1960.-те   |                                             |                                  |
| 1967.      | Ох, дивљино                                 |                                  |
| 1967.      | Кораци кроз магле                           | Вигња                            |
| 1968.      | Дама с камелијама                           |                                  |
| 1968.      | Операција Београд                           | Ферстер                          |
| 1969.      | Обична прича                                |                                  |
| 1969.      | Јахачи пут мора                             |                                  |
| 1970-е     |                                             |                                  |
| 1971.      | Капетан из Кепеника                         |                                  |
| 1971.      | Сократова одбрана и смрт                    | Критон                           |
| 1972.      | Злочин и казна                              | Дмитриј Прокофјич Разумихин      |
| 1972.      | Девојка са Космаја                          | Владан                           |
| 1973.      | Лептирица                                   | поп                              |
| 1974.      | Заклетва                                    |                                  |
| 1975.      | Синови                                      | Тарић                            |
| 1975.      | Јад                                         |                                  |
| 1975.      | Суђење (ТВ)                                 | Томас Луис                       |
| 1975.      | Трећи за преферанс                          |                                  |
| 1976.      | На путу издаје                              | Обергрупенфирер Рајнхард Хајдрих |
| 1976.      | Девојачки мост                              | Хорст Вагнер                     |
| 1976.      | Морава 76                                   |                                  |
| 1976.      | Кухиња                                      | Ханс                             |
| 1976.      | Први гарнизон                               |                                  |
| 1978.      | Размена                                     | Хорст Вагнер                     |
| 1978.      | Шпански захтев                              | Фердинанд Магелан                |
| 1978.      | Тренер                                      | Петар                            |
| 1978.      | Повратак отписаних (ТВ серија)              | Фукс                             |
| 1979.      | Човјек кога треба убити                     |                                  |
| 1980-е     |                                             |                                  |
| 1981.      | Последњи чин                                | Јапан                            |
| 1982.      | Три сестре                                  |                                  |
| 1982.      | Бунар (кратки филм)                         | Немац                            |
| 1982.      | Саблазан                                    | Четник                           |
| 1984.      | Проклета авлија                             | Кадија                           |
| 1984.      | Шта је с тобом, Нина                        | Тренер                           |
| 1985.      | Приче из бечке шуме                         |                                  |
| 1987.      | Лагер Ниш                                   | Капетан Хамер                    |
| 1987.      | Место сусрета Београд                       | Петер Радецки                    |
| 1987.      | Вук Караџић                                 | Сулејман-паша Скопљак            |
| 1988.      | Роман о Лондону (серија)                    | Пољски емигрант                  |
| 1989.      | Бој на Косову                               | Герасим                          |
| 1989.      | Стремницка                                  | Емил Стремницки                  |
| 1989.      | Сабирни центар                              | Дуда                             |
| 1989.      | Атоски вртови — преображење                 | Игор Васиљев/Ранђел              |
| 1989.      | Бункер Палас Хотел                          |                                  |
| 1989.      | Балкан експрес 2                            | пуковник Реснер                  |
| 1990-е     |                                             |                                  |
| 1990.      | Чудесан сан Џиге Вертова                    |                                  |
| 1990.      | Иза зида                                    |                                  |
| 1990.      | Колубарска битка                            | пуковник Стеван Хаџић            |
| 1992.      | Житије Светог Симеона                       |                                  |
| 1992.      | Коју игру играш (ТВ)                        |                                  |
| 1992.      | Проклета је Америка                         |                                  |
| 1992.      | Први пут с оцем на јутрење                  | Пера „Зелембаћ“                  |
| 1992.      | Алекса Шантић (ТВ серија)                   | Људевит Вуличевић                |
| 1993.      | Рај (ТВ)                                    | Пијаниста                        |
| 1994.      | Вечита славина                              | Рапан                            |
| 1995.      | Не веруј жени која пуши гитанес без филтера |                                  |
| 1997.      | Горе доле                                   | Петров друг из детињства         |
| 2000-е     |                                             |                                  |
| 2001.      | Буди фин                                    |                                  |
| 2004.      | Трагом Карађорђа                            | Прота Атанасије                  |
| 2004.      | Скела                                       | трговац конопцима                |
| 2006.      | Фаде то Блацк                               |                                  |
| 2006.      | Сељаци                                      | монах Јаков                      |
| 2007.      | Маска                                       | барон Бах                        |
| 2007.      | Бадње вече 1943                             | Аврам                            |
| 2008.      | Последња аудијенција                        | краљ Петар I Карађорђевић        |
| 2008.      | Горки плодови                               | Драган Гагулић „Гагула“          |
| 2009.      | Неко ме ипак чека                           | доктор                           |
| 2008.      | Хитна помоћ                                 | Симо Лончар                      |
| 2008.      | Поглед с прозора                            |                                  |
| 2009.      | Јесен стиже, дуњо моја (ТВ серија)          | доктор                           |
| 2010-е     |                                             |                                  |
| 2010.      | Мирис кише на Балкану (ТВ серија)           | Ноно Лијачо Салом                |
| 2008–2011. | Мој рођак са села                           | Рајко Малешевић                  |
| 2012.      | Зверињак                                    | Тадија                           |
| 2013.      | Љубав долази касније                        | Џогер                            |
| 2014.      | Мали Будо                                   | Вуксан                           |
| 2015.      | Последњи и први                             | коњушар                          |
| 2016.      | Комшије                                     | Сава                             |
| 2017.      | Додир на бол                                |                                  |
| 2017.      | Немањићи — рађање краљевине                 | Антоније, зограф                 |
| 2018.      | Краљ Петар Први (филм)                      | генерал / војвода Радомир Путник |
| 2018.      | Жигосани у рекету                           | страначки лидер                  |
| 2019.      | Краљ Петар Први (ТВ серија)                 | генерал / војвода Радомир Путник |
| 2019.      | Војна академија 5                           | Ратко Обрадовић                  |
| 2019.      | Пси лају, ветар носи                        | Сељак на њиви                    |
| 2020-е     |                                             |                                  |
| 2020.      | Калуп                                       | Шаренгаћа                        |
| 2020.      | Државни службеник                           | Видоје                           |
| 2020.      | Војна академија                             | Ратко Обрадовић                  |
| 2021.      | Александар од Југославије (ТВ серија)       | Живојин Мишић                    |
| 2021.      | Луд, збуњен, нормалан                       | Сејад Овчина                     |
| 2021.      | Јужни ветар 2: Убрзање                      | Вуја                             |